# Christopher and His Kind (phim)
Christopher and His Kind là một bộ phim truyền hình năm 2011 của BBC. Nó kể câu chuyện về những kỳ tích của Christopher Isherwood ở Berlin vào đầu những năm 1930. Bộ phim do Kevin Elyot chuyển thể từ cuốn tự truyện Christopher and His Kind của Isherwood, do Mammoth Screen sản xuất và Geoffrey Sax đạo diễn. Isherwood do Matt Smith thủ vai, trong khi dàn diễn viên còn có Douglas Booth, Imogen Poots, Pip Carter, Toby Jones và Alexander Dreymon.

## Nội dung
Tại Los Angeles năm 1976, Christopher Isherwood bắt đầu viết hồi ký của mình. Bộ phim quay trở lại năm 1931 khi Christopher chuẩn bị rời Anh đến Đức, trái với mong muốn của mẹ anh là Kathleen. Trên chuyến tàu, anh gặp Gerald Hamilton, một người Anh gốc Ireland, người đề nghị Christopher nhận phòng tại nhà trọ nơi ông sống. Khi đến Berlin, Christopher gặp người bạn Wystan Auden, người đã đưa anh đến Cozy Corner, một câu lạc bộ đồng tính đông đúc với những người trai bao.
Christopher đến sống tại nhà trọ của Gerald dưới quyền của bà chủ Fräulein Thurau. Ở đó, anh nhanh chóng trở thành bạn bè với Jean Ross, một nữ diễn viên tham vọng hát tại một câu lạc bộ ngầm. Anh cũng bắt đầu một mối tình đầy biến động với Caspar, một trong những người cho thuê nhà ở Cozy Corner. Mối quan hệ của họ tiếp tục cho đến khi Caspar đột ngột biến mất. Christopher không gặp anh ta cho đến nhiều tháng sau đó và kinh hoàng khi thấy anh ta đã gia nhập Đảng Xã hội Quốc gia.
Để kiếm sống, Christopher cung cấp các bài học tiếng Anh. Một trong những học trò của ông là Wilfrid Landauer, chủ một cửa hàng bách hóa người Do Thái giàu có. Anh ta yêu cầu Christopher có lập trường chính trị chống lại chủ nghĩa Quốc xã nhưng Christopher, với tư cách là một nghệ sĩ, ban đầu đã từ chối. Nhà của Herr Landauer bị Đức Quốc xã lục soát và họ dẫn đầu một cuộc tẩy chay chống lại ông và các doanh nghiệp do người Do Thái làm chủ. Christopher nhìn thấy Wilfrid lần cuối khi đôi mắt họ buồn bã chạm nhau trên đống lửa của những cuốn sách mà Đức Quốc xã đang đốt.
Heinz Neddermayer, một người quét đường mà Christopher theo dõi từ một quán cà phê, bước vào cuộc sống của Christopher và họ yêu nhau. Frau Neddermeyer ân cần nhìn Christopher nhưng anh trai của Heinz là Gerhardt, một người có cảm tình với Đức Quốc xã, ghét anh. Khi Frau Neddermayer vào viện điều dưỡng để điều trị bệnh lao, Gerhardt tức giận khuyên Heinz rằng Christopher và Jean không còn được chào đón trong nhà của anh nữa.
Bobby Gilbert, người thừa kế thép của Mỹ, người mà Jean đã tán tỉnh để đưa cô đến Hollywood, đột ngột rời Berlin, để lại Jean bị ốm và mang thai. Cô cầm đồ trang sức của mình để trả tiền phá thai và ngay sau đó rời Berlin.
Với việc Đức Quốc xã giành được quyền lực, Christopher và Heinz quyết định rời Berlin. Họ đến Anh, nơi Christopher cố gắng đảm bảo thường trú nhân cho Heinz. Tuy nhiên, hy vọng của họ đã tan thành mây khói khi một nhân viên hộ chiếu từ chối cho phép Heinz ở lại đất nước. Cặp đôi quyết định đi du lịch vòng quanh châu Âu, tránh trở lại Đức Quốc xã.
Vài năm sau, Jean và Christopher tình cờ gặp nhau trong một quán cà phê ngoài trời ở Anh. Họ hồi tưởng và anh nói với cô rằng Heinz cuối cùng đã bị bắt và kết án tù, sau đó là một thời gian trong quân đội. Jean tâm sự rằng cô không nhớ Berlin.
Bối cảnh chuyển sang năm 1952. Christopher trở lại Berlin lần đầu tiên kể từ năm 1934, để viết một bài báo trên tạp chí. Anh gặp lại Heinz, người sau khi thành phố bị phân chia, đã đến Đông Berlin. Ông đã kết hôn và có một con trai tên là Christoph. Heinz bày tỏ mong muốn của mình rằng Christopher nên tìm một gia đình cho riêng mình và gợi ý rằng anh và gia đình có thể chuyển đến Mỹ và trở thành gia đình của Christopher. Christopher từ chối cam kết với ý tưởng này nhưng hứa sẽ giữ liên lạc với Heinz. Anh đến thăm ngôi nhà nội trú cũ của mình để có một cuộc đoàn tụ vui vẻ với Fräulein Thurau, người mà ngôi nhà cuối cùng nằm ở khu vực thành phố của Mỹ. Bà tặng anh chiếc đồng hồ cá heo trang trí căn phòng cũ của anh, khuyên anh hãy nhìn vào nó và nhớ lại những khoảng thời gian hạnh phúc.
Tiêu đề kết thúc cho biết năm sau, 1953, Christopher gặp Don Bachardy và hai người ở bên nhau cho đến khi Isherwood qua đời. Christopher and His Kind được xuất bản năm 1976 và Heinz, bị sốc vì sự thẳng thắn của nó, không bao giờ liên lạc lại với Christopher nữa.

## Diễn viên
- Matt Smith vai Christopher Isherwood
- Douglas Booth vai Heinz Neddermeyer
- Imogen Poots vai Jean Ross
- Pip Carter vai W. H. Auden
- Toby Jones vai Gerald Hamilton
- Alexander Dreymon vai Caspar
- Tom Wlaschiha vai Gerhardt Neddermeyer
- Issy Van Randwyck vai Fräulein Thurau
- Gertrude Thoma vai Lili Neddermayer
- Lindsay Duncan vai Kathleen Isherwood
- Perry Millward vai Richard Isherwood
- Iddo Goldberg vai Wilfrid Landauer
- Will Kemp vai Bobby Gilbert
- Stuart Graham vai Nhân viên hộ chiếu

## Sản xuất
Christopher and His Kind được quay ở Belfast, Bắc Ireland. Để nghiên cứu về vai diễn này, Matt Smith đã đọc tiểu thuyết của Isherwood, xem đoạn phim video về Isherwood và đến Hoa Kỳ để gặp người bạn đồng hành lâu năm của Isherwood, Don Bachardy. "Chỉ cần nhìn thấy tình yêu mà Don dành cho anh ấy, và được ở trong không gian nơi Christopher đã sống và viết ra là rất nhiều thông tin."
Đối với vai diễn nữ ca sĩ đầy khát vọng Jean Ross, nữ diễn viên Imogen Poots tuyên bố rằng cô ấy đã cố gắng thể hiện tính cách của Ross là "mong manh một cách thuyết phục bên dưới các lớp thái độ." Tuy nhiên, Poots không muốn miêu tả Ross như một ca sĩ tài năng. Poots giải thích rằng—theo ước tính của cô ấy—nếu "Jean tốt như vậy, cô ấy đã không lãng phí thời gian quanh quẩn với Isherwood trong các căn lều của Cộng hòa Weimar, có lẽ cô ấy đã đi trên con đường của mình, có lẽ, đến với cuộc đời  cô ấy mơ ước ở Hollywood."

## Tiếp nhận quan trọng
Sam Wollaston của The Guardian ca ngợi mạnh mẽ Christopher and His Kind, trích dẫn một màn trình diễn xuất sắc của Smith, người mà ông gọi là "lôi cuốn, hoàn toàn đáng chê trách, quyến rũ, sang trọng, thông minh và hài hước" và so sánh thuận lợi với màn trình diễn của John Hurt trong vai Quentin Crisp. Tương tự, ông cũng khen ngợi một số nghệ sĩ biểu diễn khác và tán thưởng bộ phim vì sự khơi gợi tuyệt vời về khoảng thời gian của nó, kết luận, "Tuyệt vời, bộ phim truyền hình đỉnh cao, hoàn thành tốt."
Michael Hogan của The Sunday Telegraph cũng đồng tình với đánh giá này, gọi bộ phim là "cảnh quay đẹp mắt, tái hiện một cách đáng yêu thời kỳ đó, nhưng với cảm giác lấp lánh, lưỡi trong má – chưa kể đến một số cảnh tình dục hấp dẫn – khiến nó không trở nên quá sai lầm-tinh mắt ". Anh lặp lại các bài kudo cho các màn trình diễn của Smith và dàn diễn viên phụ.
Ít ấn tượng hơn là John Lloyd cho Financial Times, người nhận thấy những cảnh quan hệ tình dục đồng tính không mấy vui vẻ. Ngoài ra, anh cho rằng diễn xuất chưa đủ căng thẳng, nên tìm những cảnh giữa Christopher và mẹ anh sao cho hiệu quả nhất. Ông kết luận rằng bộ phim "không hay nhưng nó đã được thực hiện một cách dũng cảm, tất cả đều như nhau".